# Pro Fertighaus
pro fertighaus ist eine deutsche Special-Interest-Zeitschrift für Fertighäuser. Sie erscheint seit 1993 zweimonatlich im Fachschriften-Verlag in Fellbach. Programmatisch konzentriert sich die Zeitschrift auf das Thema Einfamilienhausbau in Fertigbauweise. In kompakter Form verspricht sie alle Vorteile des Bauens in Fertigbauweise auf den Punkt zu bringen. Dabei sollen die Aktualität und die Einblicke in die Fertighaus-Szene das Magazin zu einem Muss speziell für junge, moderne Bauherren machen.

## Beispielhafte Themen
- Hausreportage: Lückenfüller mit Charme
- Haus als Kraftwerk: Energie fürs Wohnen
- Im Vergleich: Häuser für kleine Grundstücke
- 11 mal anders: Häuser mit Holzfassade
- Porträt: Clever bauen mit Schwabenhaus
- Lüftungsanlagen: Zentral oder dezentral?